# Elert Thiele
Elert Thiele († vor dem 27. Februar 1674 in Tallinn) war ein in Estland tätiger Bildhauer und Kunstschnitzer.
Elert Thiele (auch Elert Diel) kam 1652 von Kopenhagen nach Tallinn. 1661 wurde er Stadtbürger Tallinns. Er gehörte zu den bedeutendsten Vertretern des Frühbarocks im Baltikum.
Zu seinen wichtigsten Werken zählen unter anderem der Ratssaal-Fries im Tallinner Rathaus (1667), Arbeiten in der Tallinner Nikolaikirche (1654, im Zweiten Weltkrieg zerstört) und der Heiliggeistkirche (um 1660), die Kanzeln der Kirchen von Vormsi und Pärnu-Jaagupi (beide 1660), die Holztür am Haus Suur-Karja 1 in Tallinn (1665) sowie ein geschnitztes Kruzifix in der russisch-orthodoxen Auferstehungskathedrale in Narva.
Elert Thiele war mit Anna Martens verheiratet. Bereits kurz nach seinem Tod heiratete ein Schüler Thieles, der bekannte Bildhauer Christian Ackermann, die Witwe.